# Wasyl Hałasa
Wasyl Hałasa, ukr. Василь Галаса,  ps. Orłan, Zenon, Nazar, Sawczenko (ur. 12 listopada 1920 w Białokrynicy, zm. 5 października 2002 w Kijowie) – ukraiński działacz nacjonalistyczny.

## Życiorys
Członek Prowodu OUN od 1937, przed 1939 prowidnyk Junactwa OUN, w czasie okupacji niemieckiej prowidnyk OUN okręgu tarnopolskiego. W latach 1943–1945 prowidnyk OUN w Przemyskiem.
W latach 1945–1947 zastępca Jarosława Starucha i referent propagandy Zakerzonia.
W 1947 przedostał się do USRR, w latach 1948–1953 prowidnyk OUN północno-zachodniej Ukrainy, członek kierownictwa OUN-B od 1950.
11 listopada 1953 został aresztowany w lasach w okolicy Krzemieńca wraz z żoną Mariją Sawczyn „Mariczką” przez grupę MGB udającą partyzantów UPA, więziony do 1960 w więzieniu w Kijowie. Po uwolnieniu zamieszkał w Kijowie.